# Партия Конгресса Малави
Партия Конгресса Малави (аббрев. ПКМ) — малавийская политическая партия. Является преемником запрещённой партии Африканский Конгресс Ньясаленда, существовавшей, когда Малави была под британским контролем и была известна как Ньясаленд. Хастингс Банда стал лидером ПКМ после обретения Малави независимости в 1964 году, и с 1966 по 1993 партия была единственной законной в стране в условиях авторитарного режима Банды. На выборах в 2009 году партия набрала приблизительно 30,5 % голосов, в 2014 году — 27,8 %.

## История
Партия Конгресса Малави — преемник запрещённой в 1958 году партии Африканский Конгресс Ньясаленда. ПКМ была основана в 1959 году Ортоном Чирва, первым барристером-африканцем Ньясаленда, вскоре после освобождения его из тюрьмы, и другими лидерами, например, Алеке Банда и С. Камвендо, вместе с Хастингсом Банда, всё ещё находившимся в то время в тюрьме.
Является оппозиционной партией с 1994 года. Больше всего поддерживающих имеет в Центральной провинции, населённом народами ньянджа.
На выборах в мае 2009 года представитель партии, Джон Тембо, выиграл 30 % голосов, и партия выиграла 26 из 193 мест в парламенте.

## Лидеры
- Хастингс Банда (1964—1993)
- Джон Тембо (1993—2013)
- Лазарус Чаквера (с 2013)

## Известные члены партии
- Хастингс Банда
- Джон Тембо
- Лазарус Чаквера
- Крис Даза